# Nine Mile Falls
Nine Mile Falls est une localité située à 15 km de Spokane (État de Washington), le long des chutes de la rivière Spokane.